# Арехіз II (князь Беневентський)
Арехіз II, герцог Беневентський (758–774), князь Беневентський (774–787), син герцога Лютпранда.
У 757 одружився з дочкою короля лангобардів Дезидерія Адельпергою, а тому підтримував дружні стосунки з лангобардським королівством, аж до його захоплення франками у 774. Саме тоді Арехіз присвоїв собі титул князя Беневентського, не визнавши владу короля франків Карла Великого. Арехіз став видавати нормативні акти, що раніше робив лише король лангобардів. Лише географічне розташування Беневенто (найпівденнішого володіння лангобардів) урятувало князівство від помсти франків.
У 776 Арехіз, імовірно, брав участь у змові лангобардів проти короля франків. Карл Великий успішно придушив бунт, зосередивши свої сили на подоланні опору в Фріулі. Участь Арехіза у змові не була очевидною, що у поєднанні з віддаленістю князівства знову врятувала його від гніву короля. Арехіз продовжував збільшувати свої володіння за рахунок земель герцогства Неаполітанського.
Однак, у 787 Карл Великий захопив Капую, а тому Арехіз утік до Салерно. Тоді ж він визнав сюзеренітет франкського короля, сплатив данину та відправив йому свого сина як заручника. Влада франків була формалізована навіть у випуску Арехізом срібних монет, подібних до франкських, із наведенням імені Карла Великого. Традиційні золоті монети Беневенто також стали містити ім'я короля.
Арехіз і Адельперга були визначними покровителями культури. Саме вони замовили написання Павлом Дияконом «Історії Риму» та відомої «Історії лангобардів».